# Trevesen
Trevesen (bairisch: Triviasen) ist ein Gemeindeteil der Gemeinde Pullenreuth im Landkreis Tirschenreuth, Regierungsbezirk Oberpfalz, von Bayern.

## Geografie
Das Dorf Trevesen liegt am Fuße des Armesbergs in einer Talsenke, etwa 505 m ü. NHN. Die Fichtelnaab fließt durch den Ort. Der Fluss eignet sich für Kajak-, Kanu- oder einfache Kahnfahrten. Nachbarorte von Trevesen sind Kautzenhof, Trevesenhammer, Neuköslarn und Riglasreuth. Diese Orte gehören alle zur Gemeinde Pullenreuth bis auf Riglasreuth, das zur Gemeinde Neusorg gehört.
In Trevesen leben etwa 300 Menschen.

## Geschichte
Der Ort Trevesen bildete bis zur Gebietsreform eine eigene Gemeinde, die im Norden durch die Siedlung Kautzenhof und im Süden durch die Siedlung Kronau begrenzt war. Am 1. Januar 1972 wurde die Eingemeindung nach Pullenreuth vollzogen. Heute verfügt Trevesen nur noch über einen eigenen Wahlbezirk. Trevesen lag bis zum 30. Juni 1972 im Landkreis Kemnath. In einem Schulgebäude war bis in die 1960er Jahre die Grund- und Hauptschule untergebracht.

## Trevesen heute
Das heutige Trevesen hat sein Aussehen und seine Größe im Vergleich zu früher geändert. In den neuen Wohngebieten sind zahlreiche Häuser entstanden. 
Die Trevesener Kirche, die zur katholischen Pfarrei Pullenreuth und somit zum Bistum Regensburg gehört, grenzt an den Trevesener Friedhof. Sie ist dem heiligen Wendelin geweiht. 

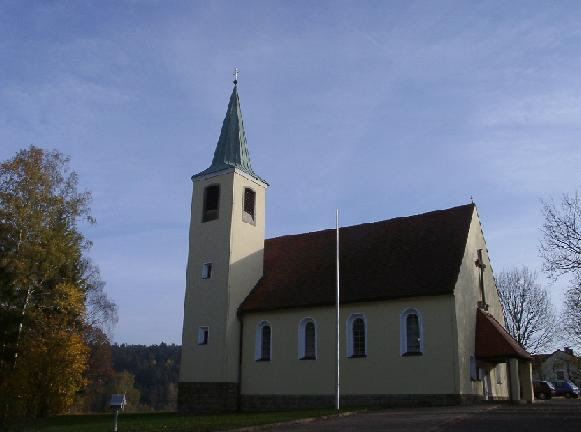
Die Filialkirche in Trevesen

Seit der Gemeinderatswahl im Jahr 2002 hat die in Trevesen gegründete Partei Unabhängige Wählergemeinschaft (UWG) Pullenreuth drei Sitze im Pullenreuther Gemeinderat. 
Die Ortsvereine erwarben gemeinsam die alte Schule und betreiben sie unter der Führung des Fördervereins Trevesen als Haus der Vereine. Das neue Schulhaus wurde verkauft.

## Etymologie des Wortes Trevesen
Das Wort Trevesen leitet sich vom altslawischen Wort Treweza ab, das Rodung bedeutet. Folglich befand sich früher an der Stelle Trevesens Wald, der von den ersten Siedlern gerodet wurde.

## Tradition
Jedes Jahr am zweiten Sonntag im Oktober findet der sogenannte Wendelinritt statt. In einer gemeinsamen Prozession pilgern Reiter und Kutschen zu der auf einer Anhöhe gelegenen Kirche, die dem heiligen Wendelin geweiht ist.